# Liste des films soviétiques sortis en 1939
Cet article présente une liste des films produits en Union soviétique en 1939.

## 1939
| 1939                                            |                                       |                                       |
| Lenin v 1918 godu                               | Ленин в 1918 году                     | Mikhaïl Romm                          |
| Minine et Pojarsky                              | Минин и Пожарский                     | Vsevolod Poudovkine et Mikhail Doller |
| Chtchors                                        | Щopc                                  | Alexandre Dovjenko                    |
| Stepan Razine                                   | Степан Разин                          | Ivan Pravov et Olga Preobrajenskaïa   |
| The Tale of the Priest and of His Workman Balda | Сказка о попе и о работнике его Балде | Mikhaïl Tsekhanovski                  |
| Maxime à Vyborg                                 | Выборгская сторона                    | Grigori Kozintsev et Leonid Trauberg  |
| Vasilisa Prekrasnaya                            | Василиса Прекрасная                   | Alexandre Rou                         |